# Cristian Fernández
Cristian Gabriel Fernández Parentini (Buenos Aires, 15 luglio 1979) è un ex calciatore argentino, di ruolo difensore.

## Carriera
Dopo aver giocato in patria con l'Huracán, si trasferisce in Italia, al Venezia, giocando in Serie B. Torna poi nella massima serie argentina per giocare con il Racing Avellaneda, quindi si trasferisce ancora all'estero per giocare coi cileni dell'Audax Italiano, gli spagnoli del Lleida, gli italiani dello Spezia e i boliviani dell'Aurora (con cui gioca 6 partite in Copa Libertadores). Conclude la carriera con la squadra di debutto, l'Huracán.